# Проєктивні координати
Проєктивні координати — взаємно однозначна відповідність між елементами {\displaystyle n}-вимірного проєктивного простору {\displaystyle KP^{n}} над тілом {\displaystyle K} і класами еквівалентності впорядкованих скінченних підмножин елементів тіла {\displaystyle K}.
Нехай у сукупності рядків {\displaystyle (x_{0},\;x_{1},\;\ldots ,\;x_{n})}, що не дорівнюють одночасно нулю елементів тіла {\displaystyle K} введене відношення еквівалентності зліва (справа): {\displaystyle (x_{0},\;x_{1},\;\ldots ,\;x_{n})\sim (y_{0},\;y_{1},\;\ldots ,\;y_{n})}, якщо існує {\displaystyle k\in K} такий, що
{\displaystyle x_{i}=ky_{i}\quad (x_{i}=y_{i}k),\qquad i=0,\;1,\;\ldots ,\;n.}
Тоді сукупність класів еквівалентності знаходиться у взаємно однозначній відповідності із множиною точок проєктивного простору {\displaystyle KP^{n}}.